# 페텐이트사호

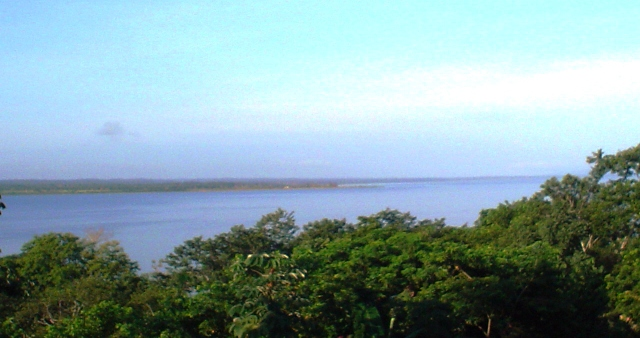
페텐이트사 호

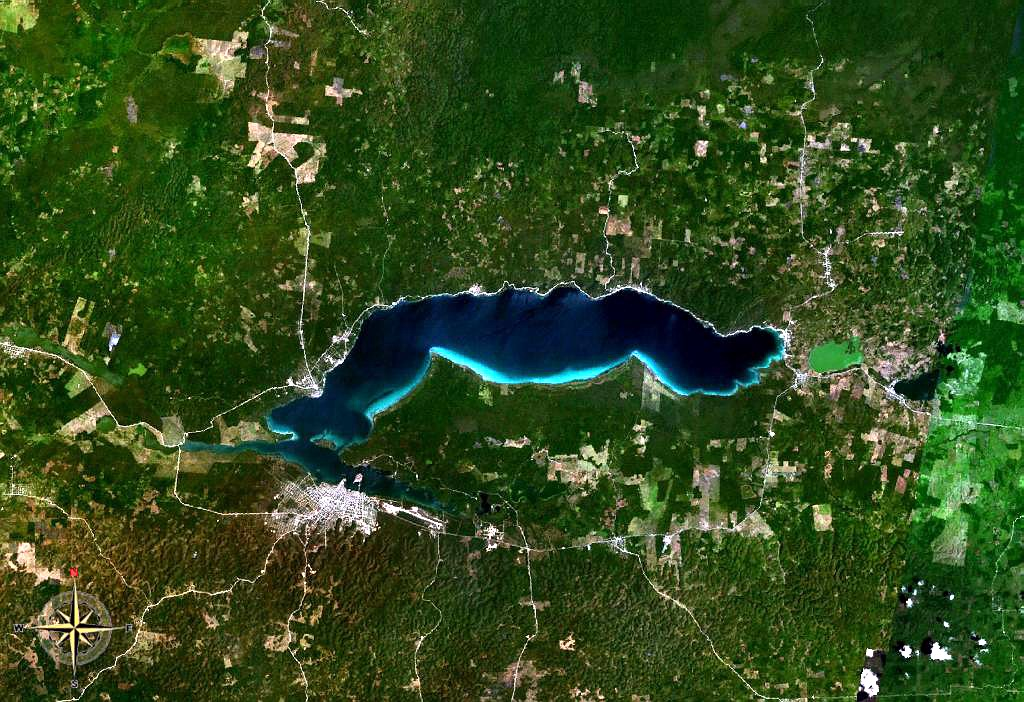
페텐이트사 호의 위성사진

페텐이트사 호(스페인어: Lago Petén Itzá)는 과테말라 북부에 위치한 호수로 면적은 99km2, 최대 길이는 32km, 최대 너비는 5km, 최대 수심은 160m, 수면 높이는 110m이다. 이사발호에 이어 과테말라에서 두 번째로 넓은 호수이다.
호수 주변에는 최소 27개에 달하는 마야 문명 유적이 남아 있다. 1697년 메소아메리카에서 마지막으로 정복된 이트살 마야(Itza Maya) 왕국의 수도인 타야살(Tayasal) 고고학 유적이 남아 있다. 1년에 약 150,000명에 달하는 관광객들이 이 곳을 방문한다. 호수 남안에는 플로레스라는 도시가 위치한다.